# Donje Trebešinje
Donje Trebešinje (en serbe cyrillique : Доње Требешиње) est un village de Serbie situé sur le territoire de la Ville de Vranje, district de Pčinja. Au recensement de 2011, il comptait 757 habitants.

## Démographie

### Évolution historique de la population
| 1948 | 1953 | 1961 | 1971 | 1981 | 1991 | 2002 | 2011 |
| ---- | ---- | ---- | ---- | ---- | ---- | ---- | ---- |
| 949  | 961  | 845  | 815  | 814  | 780  | 832  | 757  |

|  |